# 浙江省历史文化名城
浙江省历史文化名城是由浙江省文物局、浙江省建设厅进行评审，并由浙江省人民政府正式对外公布的省级历史文化名城，通常与浙江省历史文化名镇、浙江省历史文化名村、浙江省历史文化街区一同公布。截至2017年7月，浙江省已经公布了17处省级历史文化名城，其中7处已列入中国历史文化名城，尚有10处：
- 第一批（1991年10月公布，共6个）：温州市（已升格为国家级历史文化名城）、余姚市、湖州市（已升格为国家级历史文化名城）、舟山市、临海市（已升格为国家级历史文化名城）、衢州市（已升格为国家级历史文化名城）[1]。

增补一：（1995年6月公布，共1个）：金华市（已升格为国家级历史文化名城）。
增补二：（1996年8月公布，共1个）：东阳市。
- 第二批（2000年2月公布，共6个）：嘉兴市（已升格为国家级历史文化名城）、兰溪市、天台县、松阳县、瑞安市、龙泉市（已升格为国家级历史文化名城）[4]。

增补一：（2010年11月公布，共1个）：海宁市。
增补二：（2014年7月公布，共1个）：丽水市。
增补三：（2015年6月公布，共1个）：平阳县。